# Miljan Miljanić
Miljan Miljanić (Миљан Миљанић en serbi; Bítola, 4 de maig de 1930 - Belgrad, 13 de gener de 2012) va ser un futbolista i entrenador de futbol iugoslau i primer president de la Federació de Futbol de Sèrbia.

## Biografia
Nascut a la ciutat macedònia de Bítola, va estudiar Ciències Econòmiques i Psicologia a Belgrad. El 1947 va començar a jugar en categoria juvenil a l'Estrella Roja. El 1949 ja formà part del primer equip, on jugà durant nou anys com a defensa. A l'Estrella Roja també va iniciar la seva trajectòria com a entrenador.
A la banqueta de l'Estrella Roja va introduir conceptes nous al món del futbol, com el preparador físic o el sistema 4-3-3, elements que el van ajudar a aconseguir quatre lligues iugoslaves, tres copes i una Copa Mitropa.
Els seus èxits esportius li van permetre esdevenir entrenador del Reial Madrid CF, on en tres temporades guanyà dues lliga i una copa, modernitzant l'estructura tècnic del conjunt madrileny.
També dirigí en tres etapes la selecció iugoslava i el València CF.
Als anys noranta va ser nomenat president de la Federació de Futbol de Sèrbia, càrrec que ocupà fins al 2001, quan els problemes cardíacs que patia li van fer abandonar l'activitat pública. Va morir el 13 de gener de 2012 a Belgrad, després d'una llarga malaltia.

## Palmarès

### Estrella Roja de Belgrad
- Lliga iugoslava: 1967–68, 1968–69, 1969–70 i 1972–73.
- Copa iugoslava: 1967-68, 1969-70 i 1970-71.
- Copa Mitropa: 1967–68.

### Reial Madrid CF
- Primera divisió: 1974-75 i 1975-76.
- Copa d'Espanya: 1974-75.

### Individual
- Premi Don Balón al millor entrenador: 1976.